# Mankoula
Mankoula (parfois dénommé Makoula) est une commune rurale située dans le département de Siglé de la province de Boulkiemdé dans la région du Centre-Ouest au Burkina Faso.

## Histoire
Mankoula a été le lieu de rassemblement des guerriers du chef Naaba Wobgo (intronisé Moro Naba en 1872) pour lutter contre l'avancée en 1897 de la mission Voulet-Chanoine qui, informée, décida de passer par Sao pour atteindre Ouagadougou.

## Démographie
| 2003  | 2006  | 2012 |
| ----- | ----- | ---- |
| 2 191 | 2 027 | -    |

## Économie
En 2017, Mankoula est l'une des neuf communes récipiendaires d'aides de l'État burkinabé et de Taïwan (pour un total de 5 636 000 franc CFA soit environ 8 500 euros) pour le développement de la culture de riz pluvial dans ses bas-fonds – pour une surface cultivée de 122 ha – et la construction de structures d'égrenage (décortiqueuse), de séchage et de stockage des récoltes ; le 30 mai 2017 le ministre de l'agriculture et des aménagements hydrauliques, Jacob Ouedraogo, remet officiellement les clés des magasins au groupement de producteurs de la commune.

## Éducation et santé
Le centre de soins le plus proche de Mankoula est le centre de santé et de promotion sociale (CSPS) de Bologo.